# Leuctra archimedis
Leuctra archimedis är en bäcksländeart som beskrevs av Giovanni Consiglio 1968. Leuctra archimedis ingår i släktet Leuctra och familjen smalbäcksländor. Inga underarter finns listade i Catalogue of Life.